# Acid izocianic
Acidul izocianic este un compus organic cu formula HNCO, fiind cel mai simplu compus chimic stabil ce conține carbon, hidrogen, azot și oxigen (cele mai comune elemente întâlnite în chimia organică). A fost descoperit în 1830 de Justus von Liebig și Friedrich Wöhler.

## Obținere
Acidul izocianic poate fi obținut prin protonarea anionului cianat, care poate proveni de la săruri precum cianatul de potasiu, în reacția cu clorura de hidrogen sau cu alți acizi precum acidul oxalic.
{\displaystyle {\ce {{H}^+ + {NCO}^- -> {HNCO}}}}
{\displaystyle {\ce {{HCl}+ {KOCN}-> {HNCO}+ {KCl}}}}
Acidul izocianic mai poate fi preparat și la temperaturi ridicate, prin descompunerea termică a formei sale trimere, acidul cianuric:
{\displaystyle {\ce {{C3H3N3O3}-> {3HNCO}}}}

## Proprietăți chimice
Acidul izocianic hidrolizează cu obținerea de dioxid de carbon și amoniac:
{\displaystyle {\ce {{HNCO}+ {H2O}-> {CO2}+ {NH3}}}}
La concentrații destul de mari, acidul izocianic se transformă prin polimerizare în acid cianuric și ciamelidă, un polimer. Soluțiile diluate ale acidului izocianic sunt stabile în solvenți inerți, precum eterul sau derivații clorurați ai hidrocarburilor.
Acidul izocianic reacționează cu aminele, cu formare de carbamide (derivați ai ureei), reacția fiind una de carbamilare:
{\displaystyle {\ce {{HNCO}+ {RNH2}-> {RNHC(O)NH2}}}}